# وائل کفوری
میشل امیل کفوری با نام هنری وائل خواننده ی لبنانی زادهٔ ۱۴ ماه سپتامبر۱۹۷۴ در حوش الامراء زحله است.
فارغ‌التحصیل رشته موسیقی از دانشگاه روح القدس در سال ۱۹۹۳ است. در آمریکا، استرالیا، اروپا و بیشتر کشورهای عربی بر روی صحنهٔ کنسرت رفته‌است.
نام او در میان خوانندگان لبنانی در برنامه استودیو الفن درخشید گرچه شهرت بیشتری با خواندن ترانه‌ای دو صدایی با دیگر خواننده لبنانی نوال الزغبی به نام «من حبیبی أنا» پیدا کرد. در مصر نیز با ترانه‌ای به نام «بعترفلک» (به تو اعتراف می‌کنم) آوازهٔ او پیچید.

## پیوندها
- [سایت رسمی وائل کفوری http://www.waelkfouryonline.com]